# Municipio Temoaya
Koordinaten: 19° 28′ N, 99° 36′ W
Temoaya ist ein Municipio im mexikanischen Bundesstaat México. Der Sitz der Gemeinde ist das gleichnamige Temoaya. Die Gemeinde hatte im Jahr 2010 90.010 Einwohner, ihre Fläche beträgt 189,8 km².

## Geographie

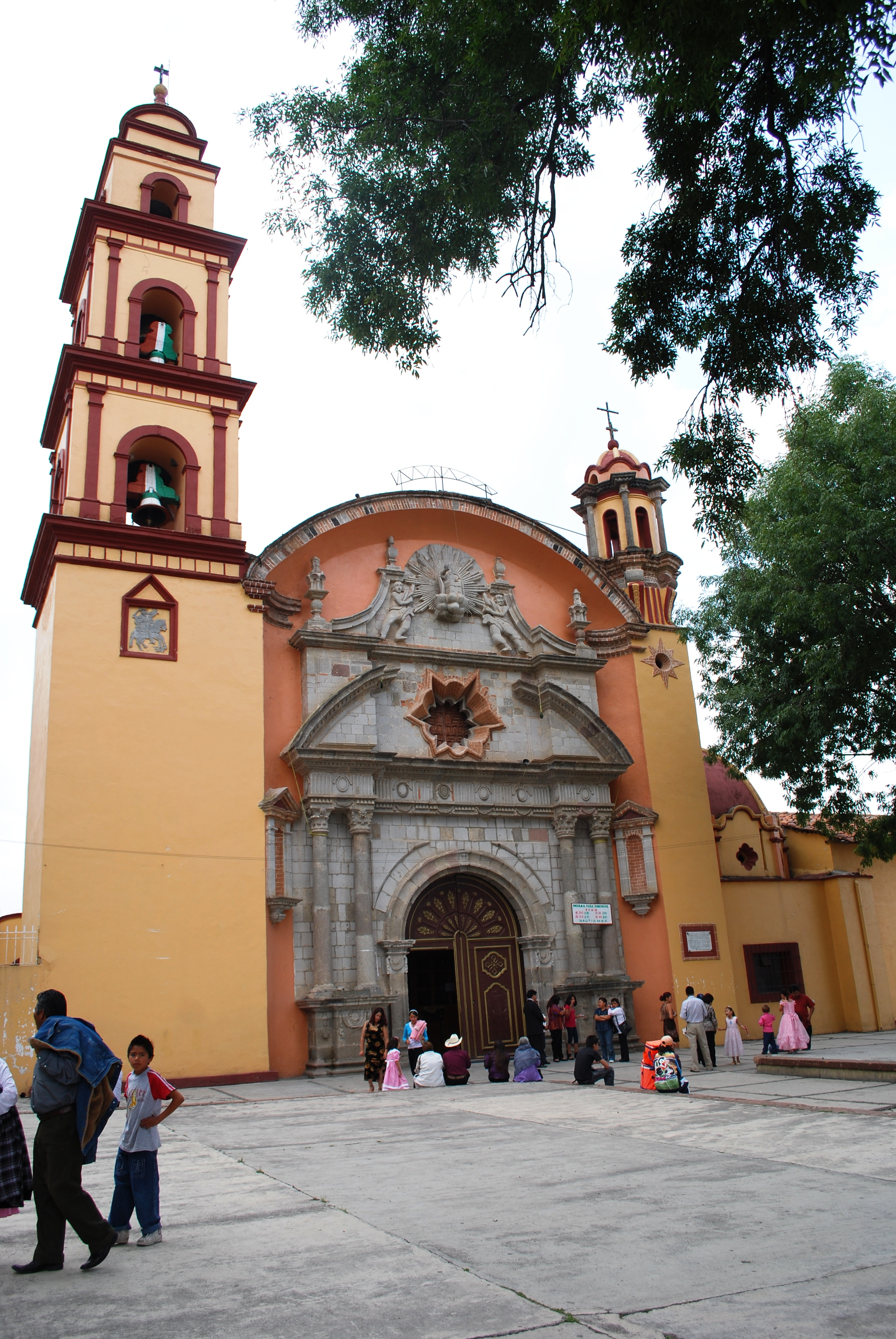
Parroquia von Temoaya

Temoaya liegt im westlichen Teil des Bundesstaates México, gut 80 km westlich von Mexiko-Stadt bzw. 20 km nördliche von Toluca de Lerdo auf einer Höhe zwischen 2600 m und 3500 m. Der Río Lerma bildet einen Teil der südlichen Grenze des Municipios und durchläuft im Gemeindegebiet den Stausee Alzate. Ebenfalls in Temoaya liegt das Naturreservat Parque Otomí-Mexica. Etwa zwei Drittel der Gemeindefläche dienen dem Ackerbau.
Das Municipio Temoaya grenzt an die Municipios Isidro Fabela, Nicolás Romero, Ixtlahuaca, Jiquipilco, Almoloya de Juárez, Toluca und Otzolotepec.

## Orte und Bevölkerung
Das Municipio Temoaya umfasst 63 Orte, von denen drei zumindest 5000 Einwohner aufweisen, weitere 16 zumindest 1500 und 28 weitere zumindest 500 Einwohner. Die größten Orte des Municipios sind:
| Ortsname                            | Bevölkerung (2010) |
| ----------------------------------- | ------------------ |
| San Pedro Arriba                    | 7.040              |
| San Lorenzo Oyamel                  | 5.753              |
| San Pedro Abajo                     | 5.120              |
| Enthavi                             | 4.744              |
| Molino Abajo                        | 4.330              |
| San Diego Alcalá                    | 3.766              |
| Jiquipilco el Viejo                 | 3.724              |
| Temoaya                             | 3.301              |
| Ejido de Taborda                    | 3.035              |
| Fraccionamiento Rinconada del Valle | 2.604              |
| Llano de la Y                       | 2.554              |
| Ejido de Dolores                    | 2.419              |
| San José Buenavista el Grande       | 2.279              |

Bei der Volkszählung 2010 wurden im Municipio 17.941 Haushalte erfasst. Mehr als 20.000 Personen über 5 Jahren gaben an, eine indigene Sprache zu sprechen. 25 % der Bevölkerung Temoayas lebten in extremer Armut.

## Sehenswürdigkeiten

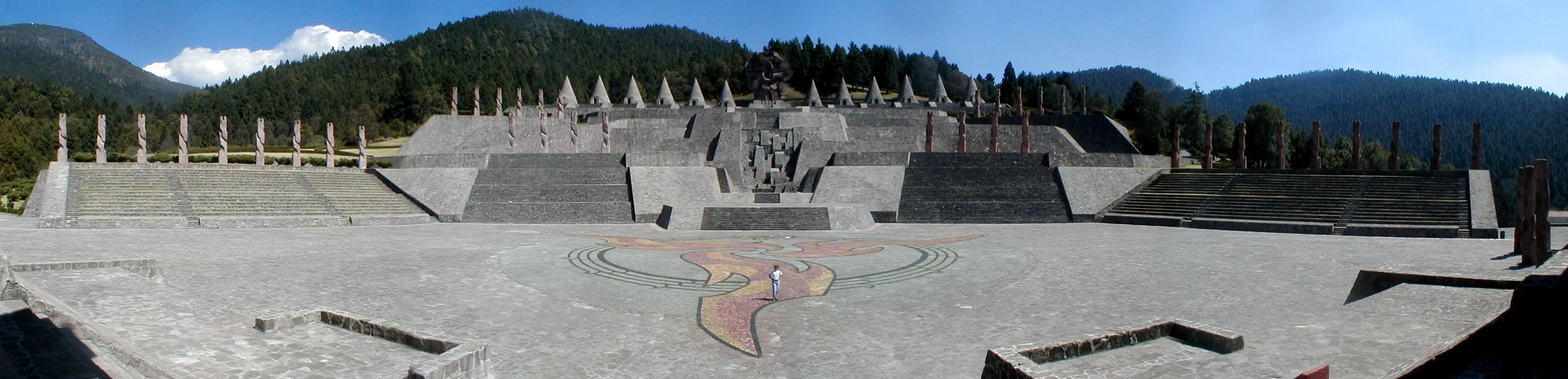
Centro Ceremonial Otomí

Mehrere Kilometer nördlich des Ortes Temoaya befindet sich dessen bekannteste Sehenswürdigkeit. Das Centro Ceremonial Otomí wurde 1988 als Versammlungsort und Zeremoniestätte der Otomí gebaut. Der Ort kann besichtigt werden, dort befinden sich ein kleines Museum, ein Markt für Kunsthandwerk, ein Restaurant und Campingplätze.
Größere Bekanntheit erlangte es als Drehort für den James-Bond-Film Lizenz zum Töten (1989).